# هنري آنسباش
هنري آنسباش هو مبارز بالسيف ورسام بلجيكي، ولد في 10 يوليو 1882 في بروكسل في بلجيكا، وتوفي في 29 مارس 1979 في غارون العليا في فرنسا.

## وصلات خارجية
- هنري آنسباش على موقع اللجنة الأولمبية الدولية (الإنجليزية)
- هنري آنسباش على موقع أوليمبيديا (الإنجليزية)
- هنري آنسباش على موقع اللجنة الأولمبية البلجيكية (الهولندية)